# Вавилонская башня (Батуми)
Вавилонская башня (груз. ბაბილონის კოშკი) — небоскрёб, строящийся в городе Батуми (Грузия). Высота будет составлять около 170 метров (47 этажей). После завершения работы, вероятно, он будет самым высоким зданием в городе. Башня будет одним из построенных в последние годы зданий в Батуми, созданных для туристической отрасли.
Строительство ведётся под контролем Омера Илкнура и будет включать в себя также построения 4-звёздочного отеля, казино, жилых квартир, социальных объектов, магазинов, офисов, кафе, ресторанов и баров.
Местные жители организовали протест против строительства Вавилонской башни в ночное время. По их словам, строительные работы на территории ведутся в 24-часовом режиме в течение 20 дней.